# Marly-la-Ville
Pour les articles homonymes, voir Marly.
Marly-la-Ville est une commune française située dans le département du Val-d'Oise, en région Île-de-France. Elle appartient à l'unité urbaine de Fosses, dont elle est l'autre ville-centre, et à l'aire urbaine de Paris.
Ses habitants sont appelés les Marlysien(ne)s.

## Géographie

### Description
Marly est une commune périurbaine du Val-d'Oise située en plaine de France sur un vaste plateau au-dessus de la vallée de l’Ysieux qui y prend sa source au lieu-dit Rocourt, et limitée au nord par l'ancienne route nationale 322 (actuelle RD 922) qui relie Mareuil-sur-Ourcq, Nanteuil-le-Haudoin à Saint-Ouen-l'Aumône et Beaumont-sur-Oise et à l'est par l'ancienne route nationale 17 (aujourd'hui RD 917) reliant Paris, Le Blanc-Mesnil à Senlis jusqu'à la frontière franco-belge.

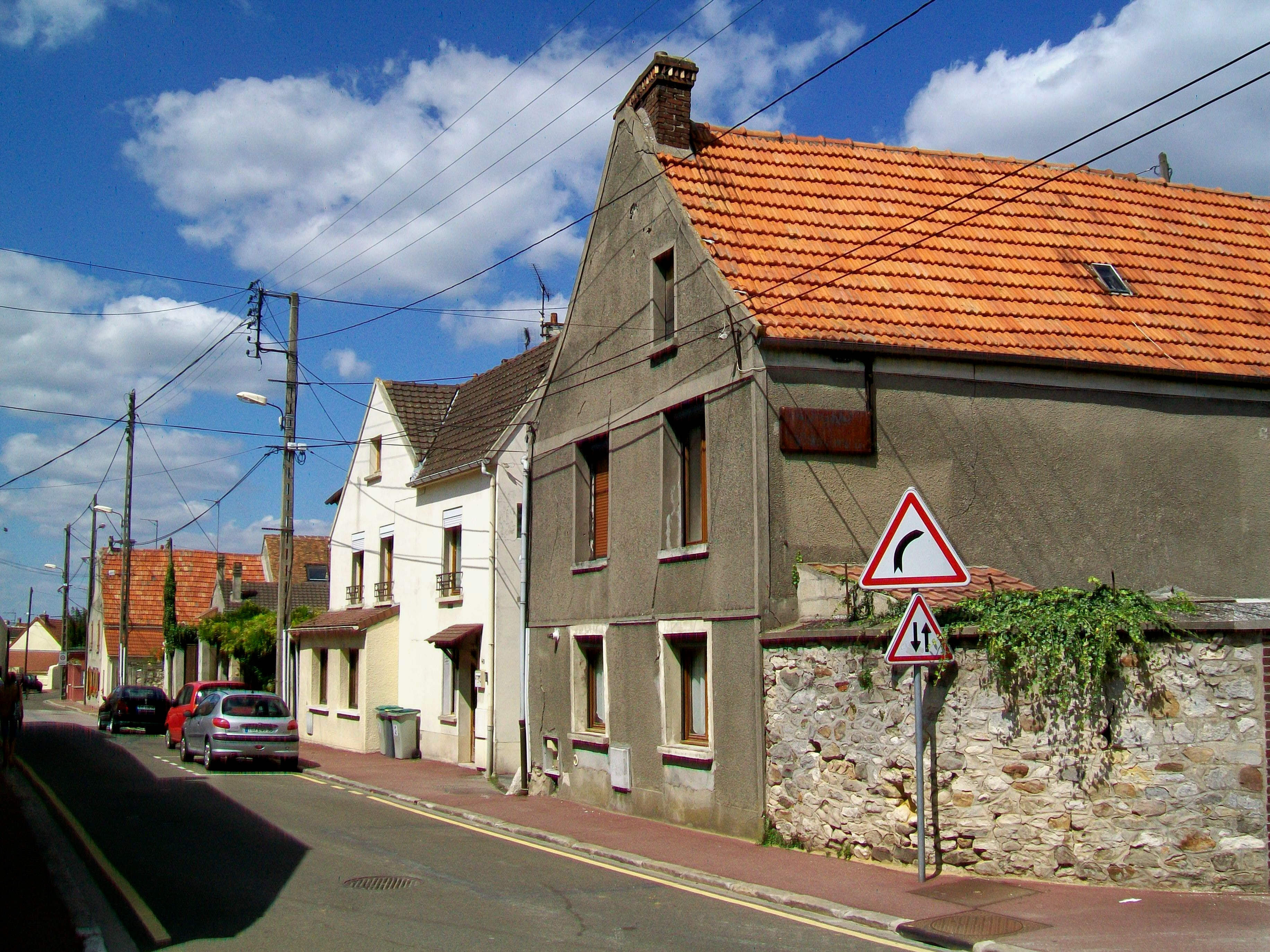
Paysage de la commune : la Grande-rue.

Elle se trouve à environ 30 km au nord de Paris, 20 km au sud de Creil, 30 km de Pontoise et à la même distance au nord-ouest de Meaux.
Le territoire communal est traversé par la ligne de Paris-Nord à Lille, dont la station la plus proche est la gare de Survilliers - Fosses, desservie par les trains de la ligne D du RER.

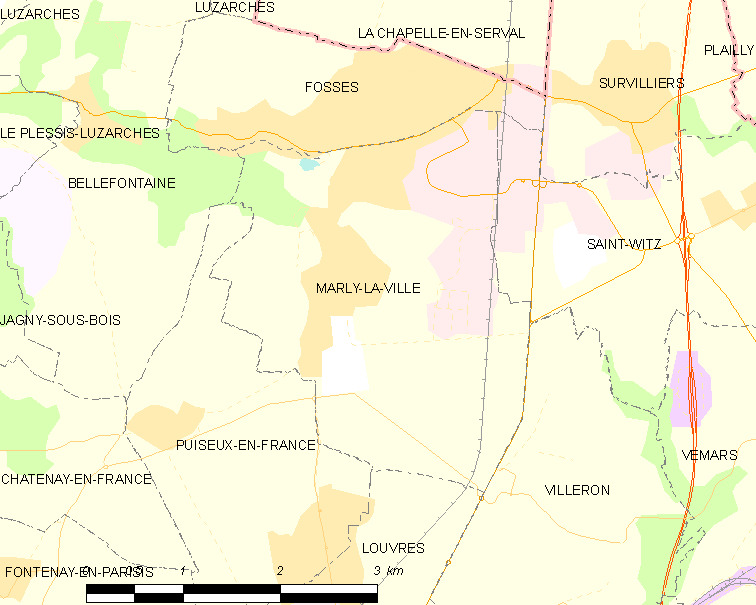
Carte de la commune.
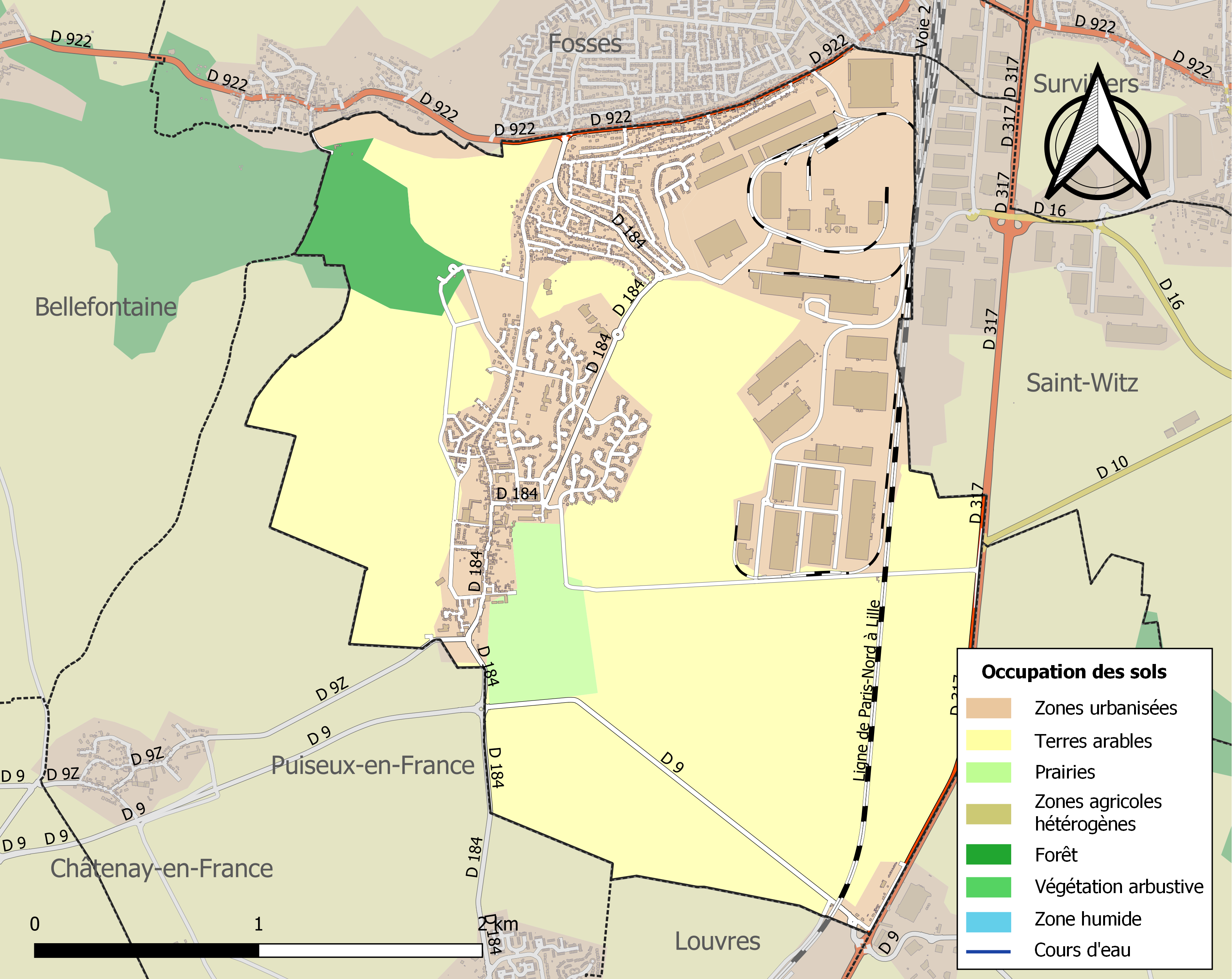
Occupation des sols.

### Communes limitrophes
Les communes limitrophes sont  Bellefontaine, Fosses, Louvres, Puiseux-en-France, Saint-Witz et Villeron.

### Climat
Pour des articles plus généraux, voir Climat de l'Île-de-France et Climat du Val-d'Oise.
En 2010, le climat de la commune est de type climat océanique dégradé des plaines du Centre et du Nord, selon une étude du CNRS s'appuyant sur une série de données couvrant la période 1971-2000. En 2020, Météo-France publie une typologie des climats de la France métropolitaine dans laquelle la commune est dans une zone de transition entre le climat océanique et le climat océanique altéré et est dans la région climatique Sud-ouest du bassin Parisien, caractérisée par une faible pluviométrie, notamment au printemps (120 à 150 mm) et un hiver froid (3,5 °C).
Pour la période 1971-2000, la température annuelle moyenne est de 10,7 °C, avec une amplitude thermique annuelle de 15 °C. Le cumul annuel moyen de précipitations est de 723 mm, avec 10,5 jours de précipitations en janvier et 8,3 jours en juillet. Pour la période 1991-2020, la température moyenne annuelle observée sur la station météorologique la plus proche, située sur la commune de Saint-Witz à 5 km à vol d'oiseau, est de 11,9 °C et le cumul annuel moyen de précipitations est de 676,8 mm,. Pour l'avenir, les paramètres climatiques de la commune estimés pour 2050 selon différents scénarios d'émission de gaz à effet de serre sont consultables sur un site dédié publié par Météo-France en novembre 2022.
| Mois                                  | jan.           | fév.           | mars          | avril         | mai           | juin         | jui.          | août          | sep.          | oct.          | nov.          | déc.          | année      |
| ------------------------------------- | -------------- | -------------- | ------------- | ------------- | ------------- | ------------ | ------------- | ------------- | ------------- | ------------- | ------------- | ------------- | ---------- |
| Température minimale moyenne (°C)     | 1,8            | 2              | 4             | 6,6           | 9,6           | 12,8         | 14,7          | 14,6          | 11,8          | 9,1           | 5,6           | 2,8           | 8          |
| Température moyenne (°C)              | 4              | 5              | 7,9           | 11,5          | 14,4          | 17,7         | 20            | 19,8          | 16,5          | 12,6          | 8,2           | 5,1           | 11,9       |
| Température maximale moyenne (°C)     | 6,3            | 7,9            | 11,9          | 16,4          | 19,2          | 22,5         | 25,4          | 25            | 21,2          | 16,1          | 10,7          | 7,4           | 15,8       |
| Record de froid (°C) date du record   | −12,3 07.01.09 | −10,4 12.02.12 | −8,4 13.03.13 | −2,5 07.04.21 | 1,5 06.05.19  | 6,5 13.06.08 | 7,8 03.07.11  | 8,2 26.08.18  | 3,5 30.09.18  | −0,7 29.10.08 | −5,1 30.11.10 | −7,4 19.12.09 | −12,3 2009 |
| Record de chaleur (°C) date du record | 14,1 01.01.22  | 19,6 27.02.19  | 24,2 31.03.21 | 28,7 20.04.18 | 30,8 28.05.17 | 36 27.06.11  | 41,4 25.07.19 | 37,5 09.08.20 | 34,3 08.09.23 | 28,3 01.10.11 | 20,5 08.11.15 | 15,7 31.12.21 | 41,4 2019  |
| Précipitations (mm)                   | 54,4           | 47,7           | 45            | 37,4          | 72,2          | 64,9         | 58,1          | 59,3          | 47,4          | 56,8          | 61            | 72,6          | 676,8      |

## Urbanisme

### Typologie
Au 1er janvier 2024, Marly-la-Ville est catégorisée centre urbain intermédiaire, selon la nouvelle grille communale de densité à sept niveaux définie par l'Insee en 2022.
Elle appartient à l'unité urbaine de Fosses, une agglomération intra-départementale regroupant trois  communes, dont elle est ville-centre,,. Par ailleurs la commune fait partie de l'aire d'attraction de Paris, dont elle est une commune de la couronne,. Cette aire regroupe 1 929 communes,.

## Toponymie
Marlacum en 675, Maillico XIIe siècle, Malliacum au XIIIe siècle, Mailliacum villa juxta Luperas en 1266, prædium Marlianum en 1540.
Le nom de Marly-la-Ville provient de marcilliacum, domaine de Marcel, qui a donné marlacum, malliaco villa ou peut-être de merula, merle.

## Politique et administration

### Rattachements administratifs et électoraux

#### Rattachements administratifs
Antérieurement à la loi du 10 juillet 1964, la commune faisait partie du département de Seine-et-Oise. La réorganisation de la région parisienne en 1964 fit que la commune appartient désormais au département du Val-d'Oise et à son arrondissement de Sarcelles après un transfert administratif effectif au 1er janvier 1968.
Elle faisait partie depuis  1801 du canton de Luzarches de Seine-et-Oise puis du Val-d'Oise. Dans le cadre du redécoupage cantonal de 2014 en France, cette circonscription administrative territoriale a disparu, et le canton n'est plus qu'une circonscription électorale.

#### Rattachements électoraux
Pour les élections départementales, la commune est membre depuis 2014 du canton de Goussainville
Pour l'élection des députés, elle fait partie de la neuvième circonscription du Val-d'Oise.

### Intercommunalité
Marly-la-Ville était membre de la communauté d'agglomération Roissy Porte de France, un établissement public de coopération intercommunale (EPCI) à fiscalité propre créé en 1994 et auquel la commune avait transféré un certain nombre de ses compétences, dans les conditions déterminées par le code général des collectivités territoriales.
Dans le cadre de la mise en œuvre de la loi MAPAM du 27 janvier 2014, qui prévoit la généralisation de l'intercommunalité à l'ensemble des communes et la création d'intercommunalités de taille importante notamment en seconde couronne parisienne, afin de pouvoir dialoguer avec la métropole du Grand Paris créée par cette même loi, cette intercommunalité a fusionné avec sa voisine pour former, le 1er janvier 2016, la communauté d'agglomération Roissy Pays de France dont est désormais membre la commune.

### Tendances politiques et résultats
Lors des élections municipales de 2014 dans le Val-d'Oise, la liste PCF du maire sortant André Specq est la seule candidate (contrairement à ce qui s'était passé en 2008 où, faute d'union, une liste PS s'était également présentée) et obtient donc la totalité des 2 092 suffrages exprimés. La totalité des 29 candidats est donc élue conseillers municipaux (dont 4 communautaires).

Lors de ce scrutin, 44,97 % des électeurs se sont abstenus, , et 9,16 % d'entre eux ont voté blanc ou nul.
Lors des élections municipales de 2020 dans le Val-d'Oise, la liste PCF du maire sortant André Specq est à nouveau la seule candidate et obtient donc la totalité des1 260 suffrages exprilmés, aboutissant à l'élection de la totalité des 29 candidats (dont 1 conseiller communautaire).
Lors de ce scrutin marqué par la pandémie de Covid-19 en France, 67,34 des électeurs se sont abstenus, et 1,78 % d'entre-eux ont voté blanc ou nul.

### Liste des maires
| Période                                  | Période                     | Identité         | Étiquette         | Qualité |
| ---------------------------------------- | --------------------------- | ---------------- | ----------------- | --- |
| Les données manquantes sont à compléter. |                             |                  |                   | |
| mai 1925                                 |                             | M. Marcou-Filou  |                   | |
| Les données manquantes sont à compléter. |                             |                  |                   | |
| 1945                                     | 1947                        | Jacques Achard   | PCF               | |
| 1947                                     | 1953                        | Marcel Labalette |                   | Directeur d'école |
| mai 1953                                 | 1976                        | Jacques Achard   | PCF               | Décédé en fonction |
| 1976                                     | août 2005                   | Lucien Jean      | PCF               | Ancien cheminot Décédé en fonction |
| octobre 2005                             | En cours (au 15 avril 2021) | André Specq      | PCF puis app. PCF | Directeur général des services de la mairie, retraité. Vice-président de la CA Roissy Porte de France (2014 → 2020) Réélu pour le mandat 2020-2026, |

## Équipements et services publics
Marly-la-Ville dispose d'un EHPAD et, depuis 2018, de Institut médico-éducatif (IME) Madeleine-Brès, qui dessert le secteur de Garges-lès-Gonesse, Sarcelles, Goussainville.

## Démographie
L'évolution du nombre d'habitants est connue à travers les recensements de la population effectués dans la commune depuis 1793. Pour les communes de moins de 10 000 habitants, une enquête de recensement portant sur toute la population est réalisée tous les cinq ans, les populations de référence des années intermédiaires étant quant à elles estimées par interpolation ou extrapolation. Pour la commune, le premier recensement exhaustif entrant dans le cadre du nouveau dispositif a été réalisé en 2008.

En 2022, la commune comptait 5 852 habitants, en évolution de +2,74 % par rapport à 2016 (Val-d'Oise : +4 %, France hors Mayotte : +2,11 %).
| 1793 | 1800 | 1806 | 1821 | 1831 | 1836 | 1841 | 1846 | 1851 |
| ---- | ---- | ---- | ---- | ---- | ---- | ---- | ---- | ---- |
| 695  | 621  | 640  | 571  | 563  | 564  | 509  | 534  | 672  |

| 1856 | 1861 | 1866 | 1872 | 1876 | 1881 | 1886 | 1891 | 1896 |
| ---- | ---- | ---- | ---- | ---- | ---- | ---- | ---- | ---- |
| 662  | 710  | 791  | 774  | 825  | 854  | 906  | 845  | 801  |

| 1901 | 1906 | 1911 | 1921 | 1926 | 1931  | 1936  | 1946  | 1954  |
| ---- | ---- | ---- | ---- | ---- | ----- | ----- | ----- | ----- |
| 734  | 905  | 717  | 705  | 816  | 1 171 | 1 214 | 1 005 | 1 280 |

| 1962  | 1968  | 1975  | 1982  | 1990  | 1999  | 2006  | 2008  | 2013  |
| ----- | ----- | ----- | ----- | ----- | ----- | ----- | ----- | ----- |
| 1 466 | 1 987 | 2 419 | 5 078 | 5 128 | 5 696 | 5 567 | 5 530 | 5 561 |

| 2018  | 2022  | - | - | - | - | - | - | - |
| ----- | ----- | - | - | - | - | - | - | - |
| 5 657 | 5 852 | - | - | - | - | - | - | - |

## Culture locale et patrimoine

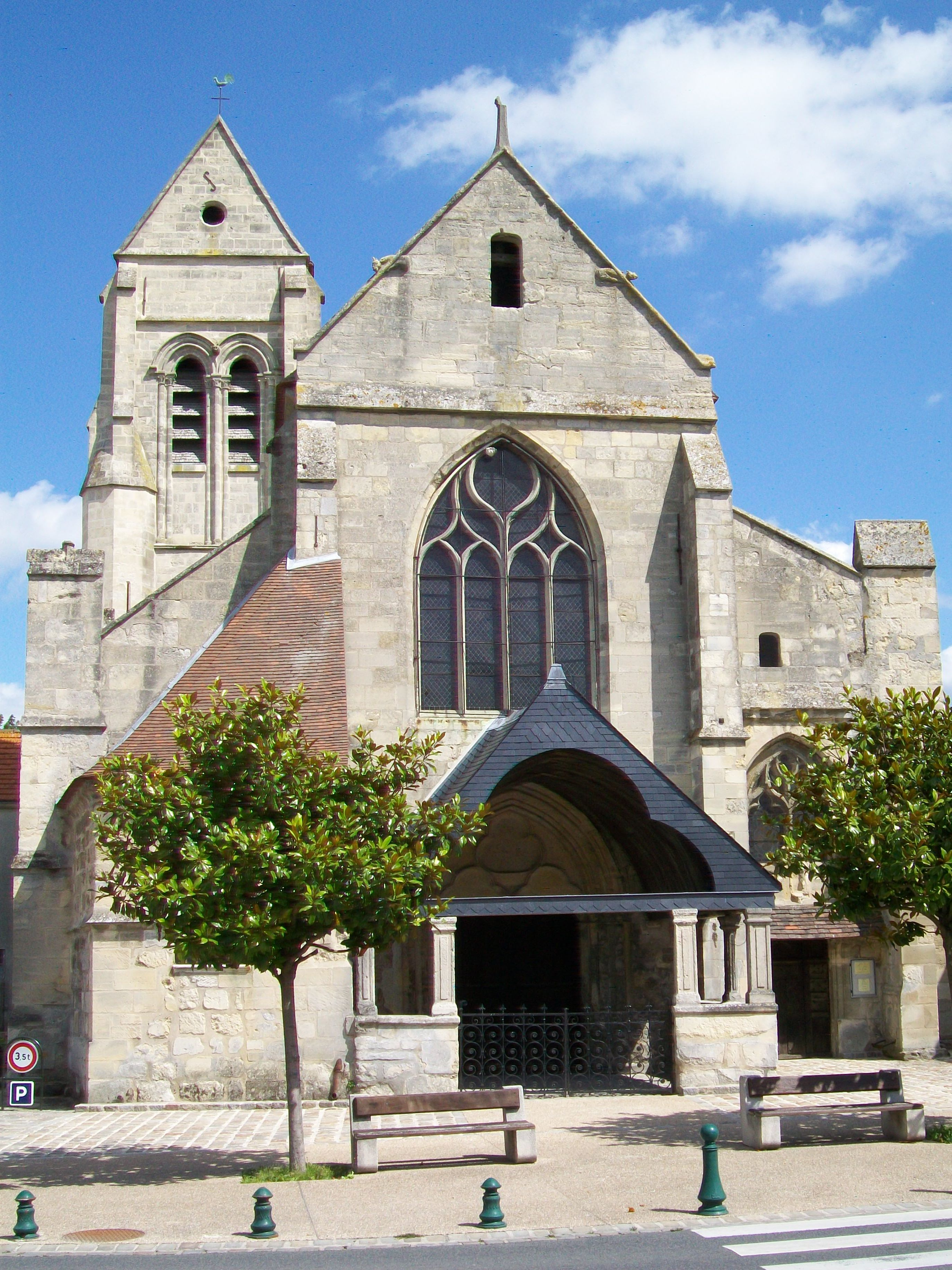
L'église Saint-Étienne depuis l'ouest.

### Lieux et monuments
Marly-la-Ville compte un  monument historique sur son territoire :
- Église Saint-Étienne, rue Gabriel-Péri (classée monument historique en 1933[30]) : 
elle se compose d'une nef de six travées accompagnée de deux bas-côtés, d'une abside polygonale, d'un clocher en bâtière se dressant au-dessus de la cinquième travée du bas-côté nord, et d'une chapelle baptismale ajoutée tardivement devant le mur occidental de ce même bas-côté. 
La construction de l'église, appartenant à l'abbaye d'Hérivaux sous l'Ancien Régime[31] commence à la fin du XIIe siècle dans le style gothique primitif, mais la plus grande partie de l'édifice date du XIIIe siècle et constitue une belle illustration du style gothique rayonnant. 
L'élévation sur trois niveaux avec triforium et baies hautes que l'on rencontre dans la nef, ainsi que les deux niveaux de fenêtres superposées dans l'abside témoignent d'une ambition et recherche architecturale peu communes pour une paroisse rurale. L'architecte a su souligner l'impression de verticalité par différents procédés, et l'intérieur est élégant et assez lumineux. La fin du XVe siècle apporte le revoûtement de la nef par des voûtes flamboyantes aux nervures compliquées[32],[33],[34]. Dans son ensemble, l'église de Marly-la-Ville se distingue nettement des autres églises de village du pays de France, avec Fontenay-en-Parisis, pour son architecture soignée à l'instar des églises des villes.

On peut également signaler : 
- La mairie, implantée en 1977 dans les locaux restaurés de l'ancien hôpital-hospice créé par le Roi Louis XIV en 1697-1698. Celui-ci disposait en dotation des biens et revenus de la maladrerie de Saint-Lazare-les-Survilliers, dans la paroisse de Saint-Witz-sous-Montmélian. Le bâtiment a été racheté par la commune en 1972[35].

- L'ancienne mairie-école, aujourd'hui école du Centre, rue Gabriel-Péri : bâtiment caractéristique de l'entre-deux-guerres, servant toujours d'école depuis l'installation de l'hôtel de ville dans l'ancien hospice. L'angle nord-ouest est ébrasé et orné par un pignon à redents qui porte l'horloge, avec l'inscription « mairie » en dessous[36].
- La poste, rue Gabriel-Péri : caractéristique des bâtiments publics des années 1930, la poste jouxte l'ancienne mairie. Sa façade avec pignon sur la rue est orné de briques, aujourd'hui peu visibles car peintes dans le même gris que la façade. Le pignon arbore toujours l'ancien emblème des PTT, fait de céramique émaillée[36].
- Les châteaux d'eau dits les Jumeaux, rue Gabriel-Péri, à l'entrée sud du village : deux châteaux d'eau identiques, consistant en de grosses tours en pierre de taille avec des ouvertures en plein cintre au rez-de-chaussée et à l'étage, et supportant des citernes métalliques rivetées entourées de chemins de ronde sécurisés par garde-corps en fer forgé. Les châteaux d'eau datent de 1882 et ont été construits dans le cadre de l'adduction de l'eau potable. Ils sont désaffectés en 1970, et le terrain autour est utilisé comme dépôt par les services techniques municipaux[36]. 
Ces châteaux-d'eau étaient alimentés par machine élévatrice d’eau depuis un forage de 70 m de profondeur au moyen d'une machine locomobile à charbon de 3 à 4 chevaux animant une pompe débitant 5000 litres/heure[37]

- La ferme de l'Église : ferme traditionnelle de taille moyenne avec un beau logis, dont la façade sur cour comporte une tourelle polygonale.
- La maison de Thomas-François Dalibard, 15 rue du Colonel-Fabien : grande maison de style classique avec toit à la Mansart, construite au XVIIIe siècle. Dalibard était un grand naturaliste français de la fin de l'ancien Régime, disciple de Buffon. En traduisant et publiant les œuvres de Carl von Linné, il instaura sa méthode de nomenclature en France. Se consacrant également à la physique, Dalibard répéta des expériences de Benjamin Franklin dans sa maison de Marly-la-Ville, et y étudia la nature de la foudre. Ainsi, le paratonnerre est aussi né à Marly-la-Ville, bien que la parenté principale incombe à Benjamin Franklin[36].
- Chemin de randonnée qui constitue un diverticule du sentier de grande randonnée de pays n°1 de la Plaine de France.

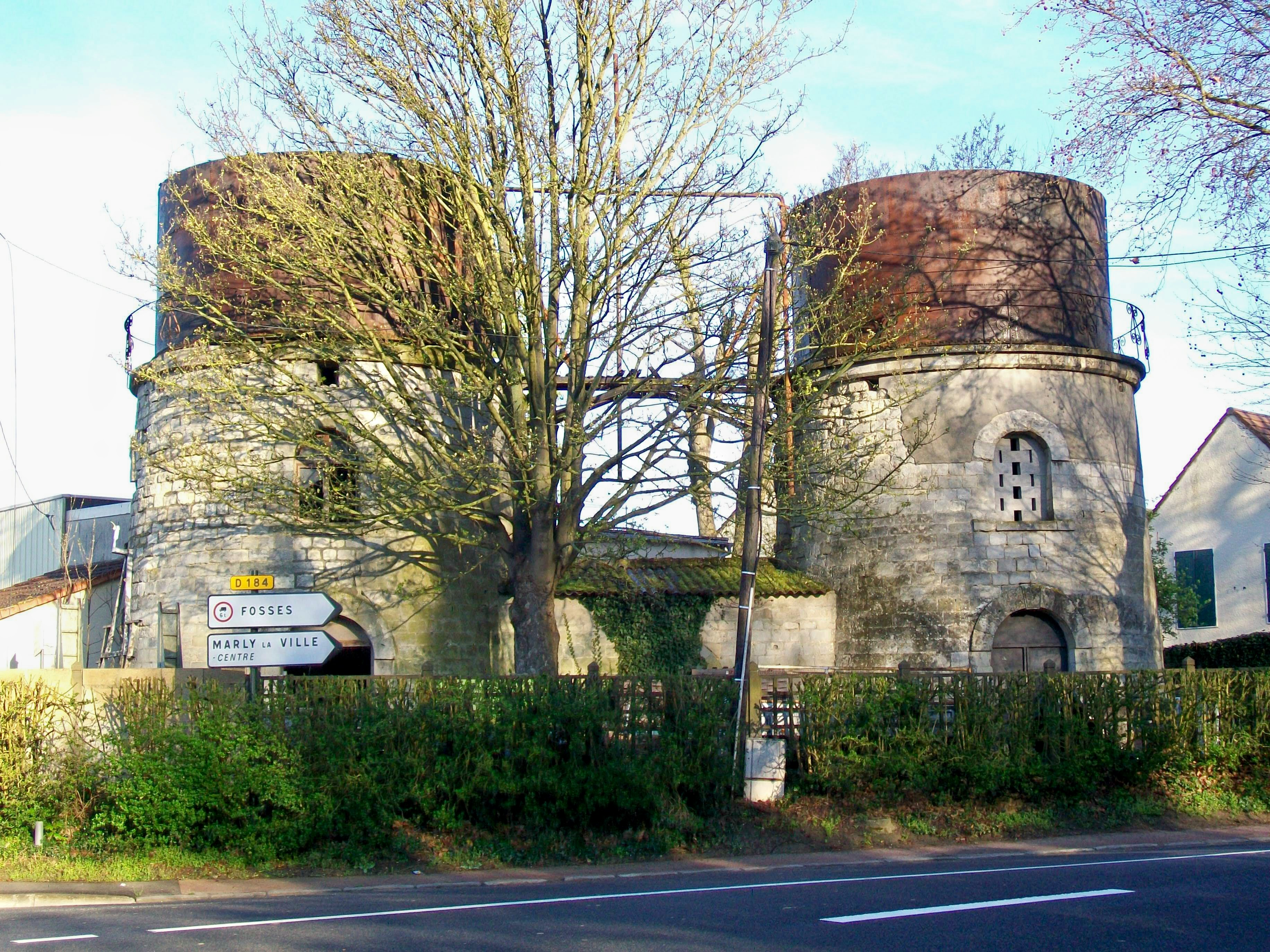
Les châteaux d'eau dits « les Jumeaux ».
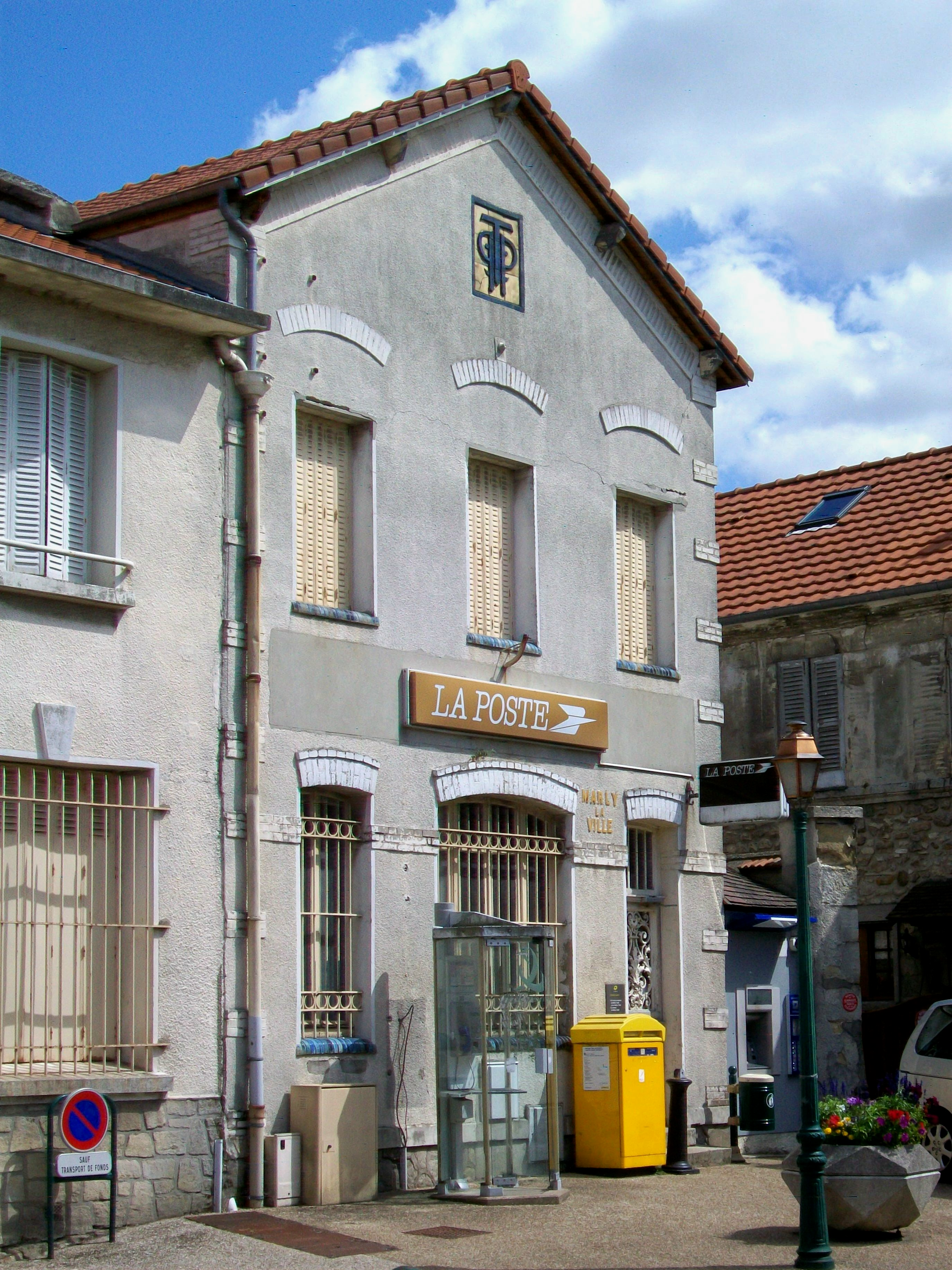
Le bureau de Poste de Marly, des années 1930.
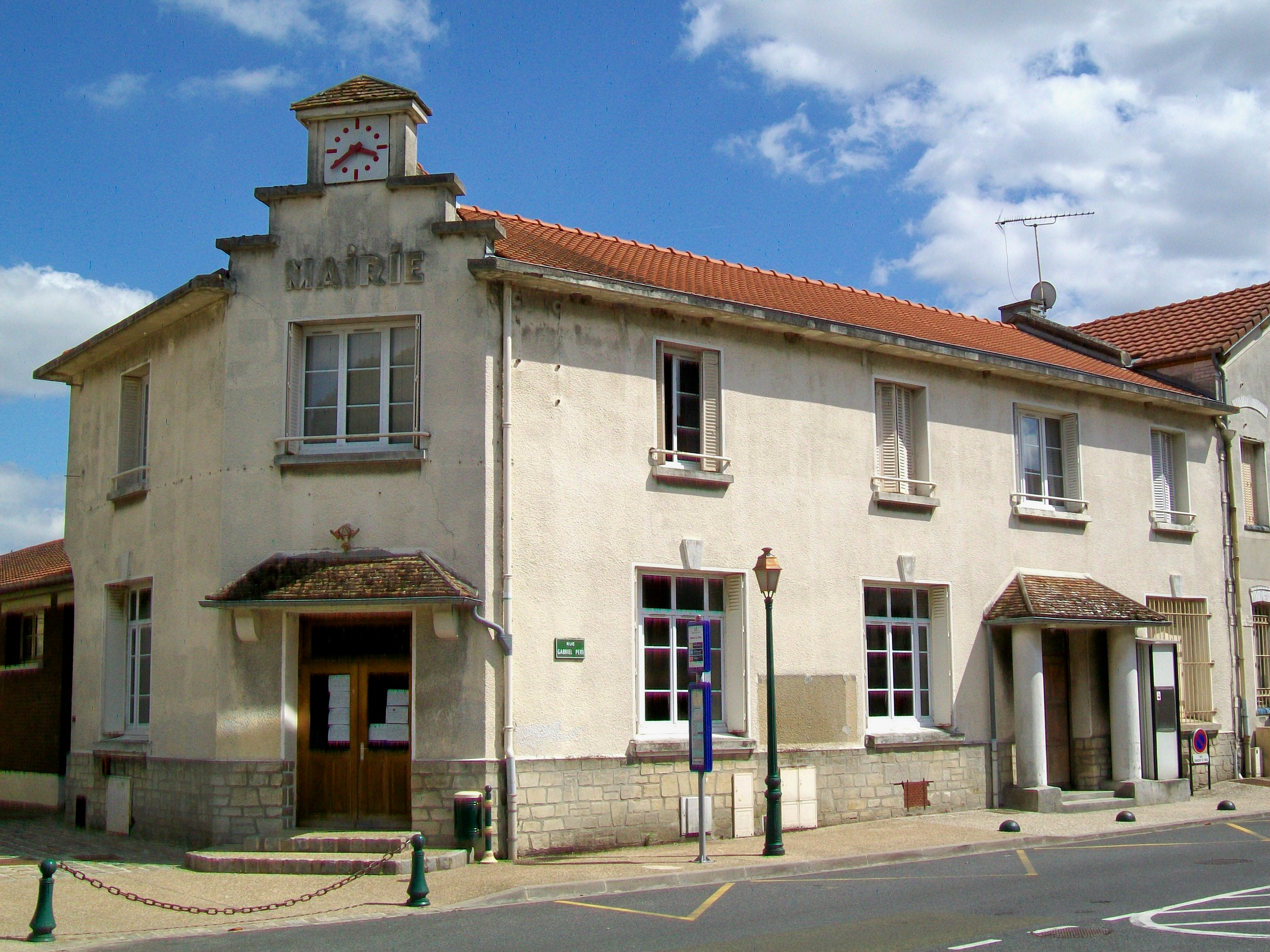
L'école du Centre, ancienne mairie-école.
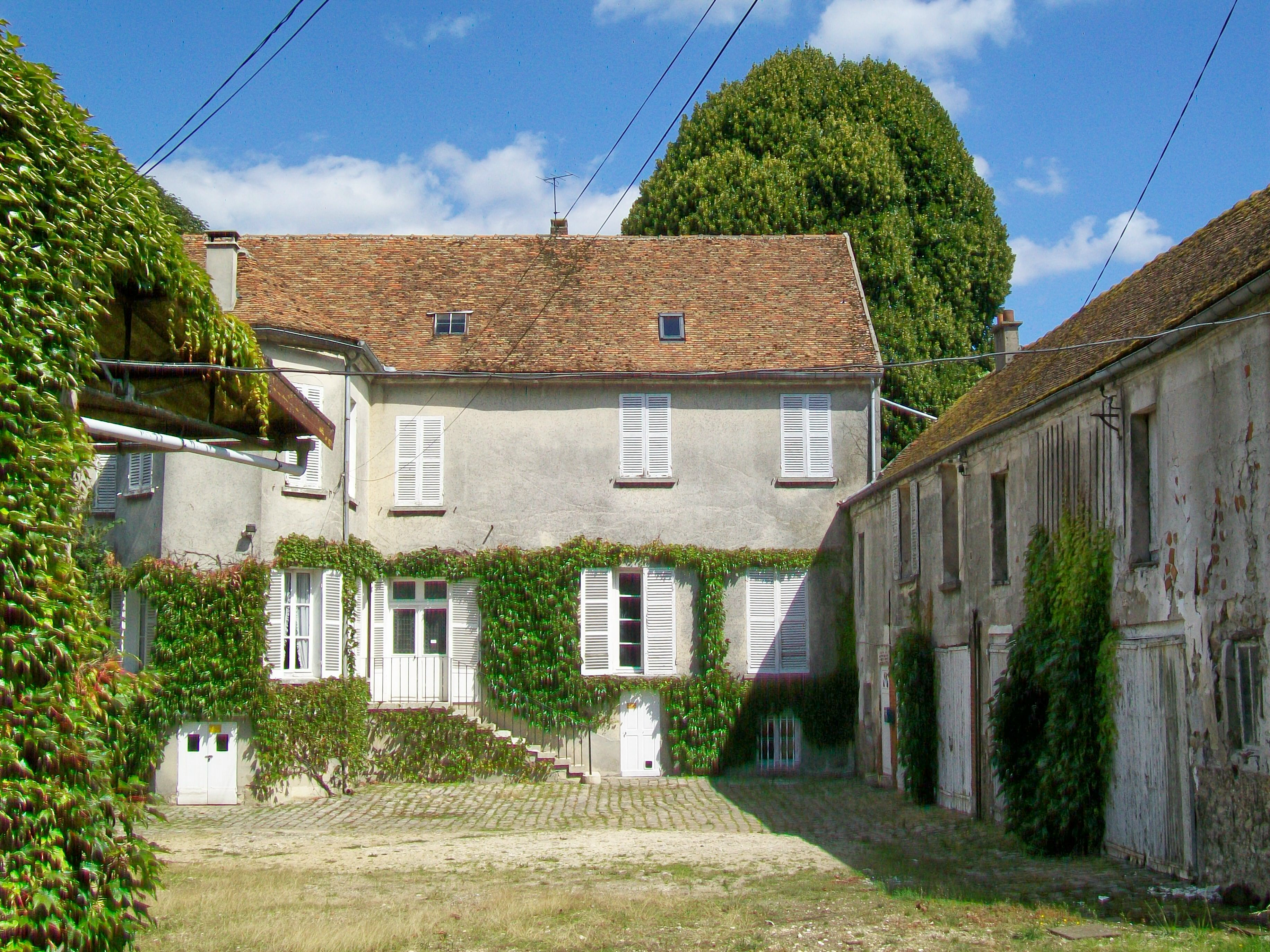
La ferme de l'église, logis avec tourelle.
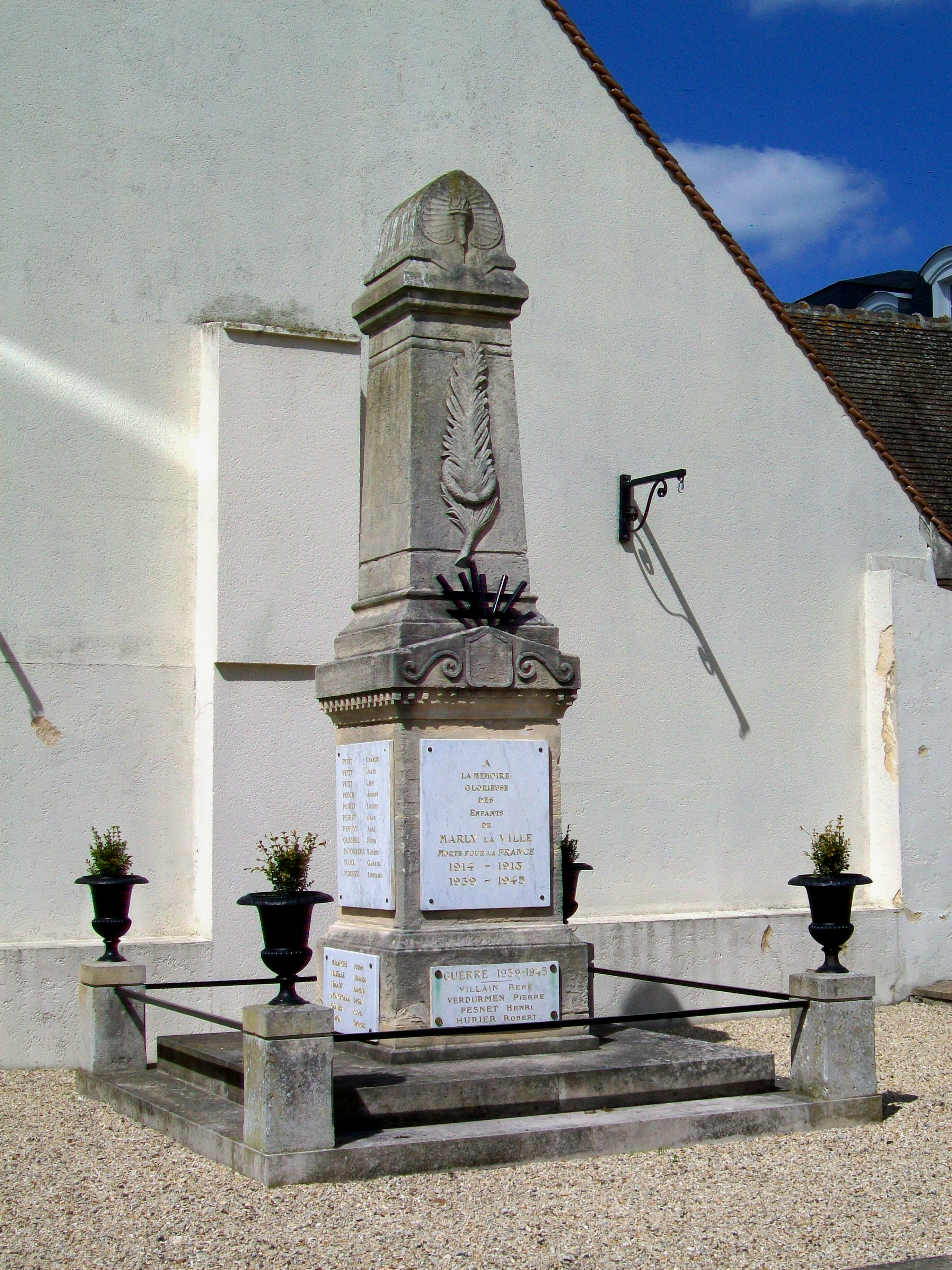
Le monument aux morts.

### Personnalités liées à la commune

#### Anciens seigneurs
- Ascelin de Marly, seigneur en partie du terroir, prononce des vœux monastiques en 1130, et fonde, dans un vallon, l’abbaye d’Hérivaux[31].
- En 1353, la seigneurie de Marly devient la propriété de  la maison de Trie[31].
- En 1378, elle appartient en partie à la maison de Châtillon[31].
- De 1480 à 1540, c'est une propriété des Budé, dont l'humaniste Guillaume Budé[31].
- Avant 1600, Jacques Danes, conseiller au Parlement de Paris et prévôt des marchands, la transmet à son fils, qui, veuf, rentre dans les ordres. Il fait établir quatre lits aux Incurables, dont un pour les habitants de Marly-la-Ville[31].

#### Autres personnalités
- Denis Antheaume (1609-1684), qui prend le nom de Frère Fiacre de Sainte-Marguerite, moine français de l'ordre des augustins déchaussés, est né à Marly-la-Ville[31] ;
- Thomas-François Dalibard (1709-1799), naturaliste français qui expérimenta le premier le paratonnerre à Marly-la-Ville (« expérience de Marly »), un mois avant l'expérience de Benjamin Franklin[38],[31] ;
- Léger Papin (1742-1821), homme d'église et politique français, prieur curé de Marly-la-Ville en 1770 ;
- Émile Bin (1825-1897), artiste peintre français, mort à Marly-la-Ville, a réalisé en 1853 un tableau (« La Vierge et l'enfant Jésus ») pour l'église paroissiale ;
- Térésa Pératé (1864-1940), artiste peintre, est décédée dans la commune.
- Kevin Gameiro (1987-), joueur de football, a grandi et été formé à Marly-la-Ville.

### Héraldique
| Blason de Marly-la-Ville | Blason  | D'or au chevron de gueules, accompagné en chef de deux têtes de loup arrachées de sable et en pointe d'une grappe de raisin tigée et feuillée d'azur. Devise / CriPaix, travail, amitié. |
| Blason de Marly-la-Ville | Détails | Le statut officiel du blason reste à déterminer. |